# James Neilson
James Neilson (Shreveport, 1º ottobre 1909 – Flagstaff, 9 dicembre 1979) è stato un regista, impresario teatrale e fotografo statunitense.
Diresse oltre 60 film, tra cinema e televisione, tra i quali Passaggio di notte (1957), Okay Parigi! (1962) e Giallo a Creta (1964).

## Biografia
Negli anni trenta James Neilson fu l'impresario teatrale del regista Guthrie McClintic. Lavorò poi come fotografo di guerra prima di dedicarsi al cinema, dove dall'inizio degli anni cinquanta, operò con regolarità come regista per la Walt Disney Motion Pictures Group. Lavorò anche per altri studios dirigendo film commedia, gialli, di avventura o western come Passaggio di notte (1957), interpretato da James Stewart e Audie Murphy, e Il ritorno del pistolero (1967), con Robert Taylor e Chad Everett protagonisti.
Tra gli anni cinquanta e settanta James Neilson curò anche la regia di numerosi episodi di serie televisive, tra le quali Ironside, Bonanza, Batman, The Rifleman,  Alfred Hitchcock presenta, Il tenente Ballinger, Il carissimo Billy, Il fuggiasco, Ai confini dell'Arizona e Il virginiano.
Il suo ultimo lavoro risale al 1973, quando adattò per la televisione il romanzo di Mark Twain, Le avventure di Tom Sawyer. Vi recitarono Buddy Ebsen, Jane Wyatt, Vic Morrow e John McGiver.
James Neilson morì il 9 dicembre 1979 a Flagstaff, in Arizona, all'età di 70 anni.

## Riconoscimenti
Nel 1959 ha ricevuto la nomination per il Premio Emmy per l'episodio Kid at the Stick della serie TV General Electric Theatre.

## Filmografia parziale
- Passaggio di notte (Night Passage) (1957)
- Un tipo lunatico (Moon Pilot) (1962)
- Mooncussers (1962)
- Okay Parigi! (Bon Voyage!) (1962)
- Magia d'estate (Summer Magic) (1963)
- L'inafferrabile primula nera (Dr. Syn, Alias the Scarecrow) (1963)
- Giallo a Creta (The Moon-Spinners) (1964)
- The Legend of Young Dick Turpin (1966)
- Il gigante buono (Gentle Giant) (1967)
- Il ritorno del pistolero (Return of the Gunfighter) (1967)
- Un maggiordomo nel Far West (The Adventures of Bullwhip Griffin) (1967)
- Where Angels Go Trouble Follows! (1968)
- The First Time (1969)
- L'implacabile omicida (Flareup) (1969)
- Tom Sawyer - film TV (1973)